# Unione Sportiva Pro Vercelli 1957-1958
Questa voce raccoglie le informazioni riguardanti l'Unione Sportiva Pro Vercelli nelle competizioni ufficiali della stagione 1957-1958.

## Stagione
Nella stagione 1957-1958 la Pro Vercelli disputò il settimo campionato di Serie C della sua storia.

## Divise
| 1ª divisa |

## Organigramma societario
Area direttiva
- Presidente: Silvio Viazzo

Area tecnica
- Allenatore: Paolo Todeschini

## Rosa
| N. |                   | Ruolo | Calciatore       |
| -- | ----------------- | ----- | ---------------- |
|    | Italia (bandiera) | P     | Angelo Colombo   |
|    | Italia (bandiera) | D     | Bruno Bosio      |
|    | Italia (bandiera) | D     | Franco Fontana   |
|    | Italia (bandiera) | C     | Italo Bolzoni    |
|    | Italia (bandiera) | C     | Piero Ciocchetti |
|    | Italia (bandiera) | C     | Sergio Pensotti  |
|    | Italia (bandiera) | C     | Franco Russi     |
|    | Italia (bandiera) | C     | Rino Tonegutti   |

| N. |                   | Ruolo | Calciatore        |
| -- | ----------------- | ----- | ----------------- |
|    | Italia (bandiera) | A     | Giacomo Amateis   |
|    | Italia (bandiera) | A     | Otello Badiali    |
|    | Italia (bandiera) | A     | Pierluigi Bosisio |
|    | Italia (bandiera) | A     | Alfredo Genovesio |
|    | Italia (bandiera) | A     | Luigi Limberti    |
|    | Italia (bandiera) | A     | Gaetano Lusardi   |
|    | Italia (bandiera) | A     | Gastone Perin     |
|    | Italia (bandiera) | A     | Franco Spaghi     |

### Aggregati per la Coppa Italia
| N. |                   | Ruolo | Calciatore               |
| -- | ----------------- | ----- | ------------------------ |
|    | Italia (bandiera) | P     | Puricelli                |
|    | Italia (bandiera) | D     | Lodigiani                |
|    | Italia (bandiera) | D     | Giovan Battista Pirovano |
|    | Italia (bandiera) | C     | Piero Antoniazzo         |
|    | Italia (bandiera) | C     | Graziano Landoni         |

| N. |                   | Ruolo | Calciatore        |
| -- | ----------------- | ----- | ----------------- |
|    | Italia (bandiera) | A     | Canova            |
|    | Italia (bandiera) | A     | Giuseppe Dappiano |
|    | Italia (bandiera) | A     | Giovanni Fanello  |
|    | Italia (bandiera) | A     | Mario Maraschi    |

## Risultati

### Serie C

#### Girone d'andata
| Arbitro: | Guidi (Brescia) |

|                       |           |  |
| Ciocchetti 90’ (rig.) | Marcatori |  |

| Arbitro: | Marchetti (Milano) |

|            |           |  |
| Raffin 59’ | Marcatori |  |

| Arbitro: | Tavolini (Ferrara) |

|                      |           |          |
| Tonegutti 78’ (aut.) | Marcatori | 8’ Perin |

| Arbitro: | Basciu (Genova) |

|            |           |  |
| Spaghi 76’ | Marcatori |  |

| Arbitro: | Clemente (Roma) |

|             |           |  |
| Ariagno 79’ | Marcatori |  |

| Arbitro: | Rastrelli (Firenze) |

|                               |           |                     |
| Bosisio 2’, 53’ Genovesio 27’ | Marcatori | 54’ Darin 81’ Resta |

| Arbitro: | De Robbio (Torre Annunziata) |

|             |           |  |
| De Vito 21’ | Marcatori |  |

| Arbitro: | Gambarotta (Genova) |

|             |           |  |
| Bosisio 38’ | Marcatori |  |

| Arbitro: | Butti (Como) |

|  |           |                                |
|  | Marcatori | 54’, 82’ Genovesio 70’ Bosisio |

| Arbitro: | Baldassarre (Udine) |

|                                           |           |             |
| Genovesio 38’, 74’ Perin 57’ Pensotti 78’ | Marcatori | 88’ Busetto |

| Vercelli 24 novembre 1957 | Pro Vercelli  | 0 – 0 | Legnano | Stadio Leonida Robbiano\| Arbitro: \| Leita (Udine) \| |
| Arbitro:                  | Leita (Udine) |       |         |                                                        |

| Arbitro: | Campagna (Palermo) |

|  |           |               |
|  | Marcatori | 32’ Genovesio |

| Vigevano 15 dicembre 1957 | Vigevano                     | 0 – 0 | Pro Vercelli | Stadio Comunale\| Arbitro: \| De Robbio (Torre Annunziata) \| |
| Arbitro:                  | De Robbio (Torre Annunziata) |       |              |                                                               |

| Arbitro: | Butti (Como) |

|            |           |  |
| Taddei 68’ | Marcatori |  |

| Vercelli 12 gennaio 1958 | Pro Vercelli   | 0 – 0 | Cremonese | Stadio Leonida Robbiano\| Arbitro: \| Ascari (Carpi) \| |
| Arbitro:                 | Ascari (Carpi) |       |           |                                                         |

| Vercelli 19 gennaio 1958 | Pro Vercelli       | 0 – 0 | Siena | Stadio Leonida Robbiano\| Arbitro: \| Campagna (Palermo) \| |
| Arbitro:                 | Campagna (Palermo) |       |       |                                                             |

| Vercelli 6 febbraio 1958 | Pro Vercelli    | 0 – 0 | Reggiana | Stadio Leonida Robbiano\| Arbitro: \| Perego (Milano) \| |
| Arbitro:                 | Perego (Milano) |       |          |                                                          |

#### Girone di ritorno
| Mestre 26 gennaio 1958                       | Mestrina  | 0 – 1      | Pro Vercelli | Stadio Francesco Baracca |
| \| \| \| \| \| \| Marcatori \| 8’ Badiali \| |           |            |              |                          |
|                                              |           |            |              |                          |
|                                              | Marcatori | 8’ Badiali |              |                          |

| Arbitro: | Basciu (Genova) |

|                                   |           |                            |
| Amateis 36’ Russi 41’ Badiali 80’ | Marcatori | 7’ Pochissimo 65’ Angelini |

| Arbitro: | Samani (Trieste) |

|                              |           |  |
| Amateis 35’, 76’ Bosisio 73’ | Marcatori |  |

| Arbitro: | Mori (Cremona) |

|                           |           |             |
| Pratesi 9’, 80’ Rizzo 49’ | Marcatori | 82’ Amadeis |

| Vercelli 23 febbraio 1958                                 | Pro Vercelli | 2 – 0 | Catanzaro | Stadio Leonida Robbiano |
| \| \| \| \| \| Bosisio 47’ (rig.), 52’ \| Marcatori \| \| |              |       |           |                         |
|                                                           |              |       |           |                         |
| Bosisio 47’ (rig.), 52’                                   | Marcatori    |       |           |                         |

| Arbitro: | Carbonelli (Brescia) |

|             |           |  |
| Guarini 48’ | Marcatori |  |

| Arbitro: | Cerutti (Legnano) |

|           |           |  |
| Perin 63’ | Marcatori |  |

| Arbitro: | Genel (Trieste) |

|            |           |                       |
| Pagani 46’ | Marcatori | 17’ Perin 38’ Bosisio |

| Arbitro: | Tavolini (Ferrara) |

|                         |           |  |
| Bolzoni 37’ Badiali 42’ | Marcatori |  |

| Arbitro: | Menchini (Udine) |

|                       |           |  |
| Zoboli 5’ Savigni 86’ | Marcatori |  |

| Arbitro: | Nedelkovski (Skopje) |

|                                     |           |               |
| Santagostino 22’ (rig.) Bocchio 88’ | Marcatori | 90’ Genovesio |

| Arbitro: | Butti (Como) |

|              |           |  |
| Pensotti 25’ | Marcatori |  |

| Arbitro: | Basciu (Genova) |

|  |           |                       |
|  | Marcatori | 18’ List 90’ Canavesi |

| Arbitro: | Marangio (Roma) |

|                                 |           |                  |
| Latini 23’ Pistacchi 69’ (rig.) | Marcatori | 55’, 87’ Bosisio |

| Vercelli 11 maggio 1958 | Pro Vercelli      | 0 – 0 | FEDIT | Stadio Leonida Robbiano\| Arbitro: \| Grignani (Milano) \| |
| Arbitro:                | Grignani (Milano) |       |       |                                                            |

| Arbitro: | Gambarotta (Genova) |

|                        |           |                |
| Castoldi 14’ Luosi 24’ | Marcatori | 66’ Ciocchetti |

| Arbitro: | Marangio (Roma) |

|              |           |  |
| De Rossi 81’ | Marcatori |  |

### Coppa Italia

#### Fase a gironi
| Arbitro: | Boati (Milano) |

|                       |           |                |
| Ciocchetti 54’ (rig.) | Marcatori | 59’ Stivanello |

| Arbitro: | Basciu (Genova) |

|                                 |           |  |
| Petris 13’, 34’, 79’ Crippa 82’ | Marcatori |  |

| Arbitro: | Gay (Asti) |

|             |           |  |
| Bolzoni 57’ | Marcatori |  |

| Arbitro: | Cerutti (Legnano) |

|                                        |           |              |
| Sívori 16’, 75’ Charles 61’ Nicolè 77’ | Marcatori | 80’ Pensotti |

| Arbitro: | Butti (Como) |

|  |           |                            |
|  | Marcatori | 34’ Crippa 57’, 62’ Petris |

| Arbitro: | Orlandi (Torino) |

|                                    |           |              |
| Piccioni 7’, 21’, 53’ Angelini 23’ | Marcatori | 11’ Dappiano |

## Statistiche

### Statistiche di squadra
| Competizione | Punti | In casa | In casa | In casa | In casa | In casa | In casa | In trasferta | In trasferta | In trasferta | In trasferta | In trasferta | In trasferta | Totale | Totale | Totale | Totale | Totale | Totale | DR  |
| Competizione | Punti | G       | V       | N       | P       | Gf      | Gs      | G            | V            | N            | P            | Gf           | Gs           | G      | V      | N      | P      | Gf     | Gs     | DR  |
| ------------ | ----- | ------- | ------- | ------- | ------- | ------- | ------- | ------------ | ------------ | ------------ | ------------ | ------------ | ------------ | ------ | ------ | ------ | ------ | ------ | ------ | --- |
| Serie C      | 38    | 17      | 11      | 5       | 1       | 22      | 7       | 17           | 4            | 3            | 10           | 13           | 19           | 34     | 15     | 8      | 11     | 35     | 26     | +9  |
| Coppa Italia |       | 3       | 1       | 1       | 1       | 2       | 4       | 3            | 0            | 0            | 3            | 2            | 12           | 6      | 1      | 1      | 4      | 4      | 16     | -12 |
| Totale       | -     | 20      | 12      | 6       | 2       | 24      | 11      | 20           | 4            | 3            | 13           | 15           | 31           | 40     | 16     | 9      | 15     | 39     | 42     | -3  |

### Statistiche dei giocatori[2]
| Giocatore     | Serie C  | Serie C | Coppa Italia | Coppa Italia | Totale   | Totale |
| Giocatore     | Presenze | Reti    | Presenze     | Reti         | Presenze | Reti   |
| ------------- | -------- | ------- | ------------ | ------------ | -------- | ------ |
| P. Antoniazzo | -        | -       | 2            | 0            | 2        | 0      |
| G. Amateis    | 10       | 4       | -            | -            | 10       | 4      |
| O. Badiali    | 21       | 3       | 3            | 0            | 24       | 3      |
| I. Bolzoni    | 27       | 1       | 4            | 1            | 31       | 2      |
| B. Bosio      | 34       | 0       | 5            | 0            | 39       | 0      |
| P. Bosisio    | 27       | 10      | 1            | 0            | 28       | 10     |
| Canova        | -        | -       | 5            | 0            | 5        | 0      |
| P. Ciocchetti | 6        | 2       | 4            | 1            | 10       | 3      |
| A.M. Colombo  | 34       | -26     | 4            | -5           | 38       | -31    |
| G. Dappiano   | -        | -       | 1            | 1            | 1        | 1      |
| -             |          |         |              |              |          |        |
| G. Fanello    |          |         |              |              |          |        |
| al Pizzo      |          |         |              |              |          |        |
| 1             |          |         |              |              |          |        |
| 0             |          |         |              |              |          |        |
| 1             |          |         |              |              |          |        |
| 0             |          |         |              |              |          |        |
| F. Fontana    | 32       | 0       | 4            | 0            | 36       | 0      |
| A. Genovesio  | 30       | 7       | 1            | 0            | 31       | 7      |
| G. Landoni    | -        | -       | 3            | 0            | 3        | 0      |
| L. Limberti   | 11       | 0       | -            | -            | 11       | 0      |
| Lodigiani     | -        | -       | 3            | 0            | 3        | 0      |
| G. Lusardi    | 12       | 0       | -            | -            | 12       | 0      |
| -             |          |         |              |              |          |        |
| M. Maraschi   |          |         |              |              |          |        |
| al Fanfulla   |          |         |              |              |          |        |
| 6             |          |         |              |              |          |        |
| 0             |          |         |              |              |          |        |
| 6             |          |         |              |              |          |        |
| 0             |          |         |              |              |          |        |
| S. Pensotti   | 21       | 2       | 5            | 1            | 26       | 3      |
| G. Perin      | 23       | 4       | 1            | 0            | 24       | 4      |
| G.B. Pirovano | -        | -       | 3            | 0            | 3        | 0      |
| Puricelli     | -        | -       | 3            | -11          | 3        | -11    |
| F. Russi      | 32       | 1       | 4            | 0            | 36       | 1      |
| F. Spaghi     | 22       | 1       | 3            | 0            | 25       | 1      |
| R. Tonegutti  | 32       | 0       | 5            | 0            | 37       | 0      |